# Tomorrow Is the Question!
Tomorrow Is the Question! – album nagrany przez Ornette’a Colemana w marcu 1959 r. i wydany przez firmę Contemporary w tym samym roku.

## Historia nagrania i charakter albumu
Po niezbyt udanym pierwszym albumie Colemana firma Contemporary postanowiła częściowo zmienić skład muzyków nagrywającej grupy. Przede wszystkim zrezygnowano z pianisty Waltera Norrisa, którego gra nie pozwalała Colemanowi na nieskrępowaną relizację pomysłów muzycznych. Dodano jednak dwu doświadczonych jazzmenów: kontrabasistę Reda Mitchella i perkusistę Shelly'ego Manne'a.

## Muzycy
Trio
- Ornette Coleman – saksofon altowy
- Don Cherry – trąbka
- Red Mitchell – kontrabas (w „Lorraine”, „Turnaround”, „Endless”)
- Percy Heath – kontrabas (w pozostałych utworach)
- Shelly Manne – perkusja

## Utwory
- Strona pierwsza – 1–5
- Strona druga – 6–9

| 1. | Tomorrow Is the Question! | 3:09  |
|    |                           |       |
| 2. | Tears Inside              | 5:00  |
|    |                           |       |
| 3. | Mind and Time             | 3:08  |
|    |                           |       |
| 4. | Compassion                | 4:37  |
|    |                           |       |
| 5. | Giggin'                   | 3:19  |
|    |                           |       |
| 6. | Rejoicing                 | 4:01  |
|    |                           |       |
| 7. | Lorraine                  | 5:55  |
|    |                           |       |
| 8. | Turnaround                | 7:55  |
|    |                           |       |
| 9. | Endless                   | 5:18  |
|    |                           |       |
|    |                           | 42:22 |
|    |                           |       |

## Opis płyty

### Płyta analogowa (oryginał)
- Producent – Lester Koenig
- Inżynier dźwięku – Roy DuNann
- Studio – studio firmowe Contemporary Records
- Data nagrania –  Lorraine 16 stycznia; Turnaround i Endless 23 lutego; pozostałe 9 marca i 10 marca 1959
- Fotografia na okładce – Roger Marshutz
- Długość – 42:22
- Numer katalogowy – Contemporary M 3569 (mono); S 7569 (stereo)
- © Composers Music-ASCAP

### Inne wydania
- Contemporary/Original Jazz Classic (OJC) 342 (płyta winylowa)
- Fantasy/OJC 342 (CD) (1991)
- Contemporary/OJC OJCCD 342-2 (1992)
- Musical Heritage Society 513279W (CD) (1993)
- OJC 3422 (1995)
- OJC 203422 (2003)
- JVC Victor 41695 (2006)